# Dougherty Island

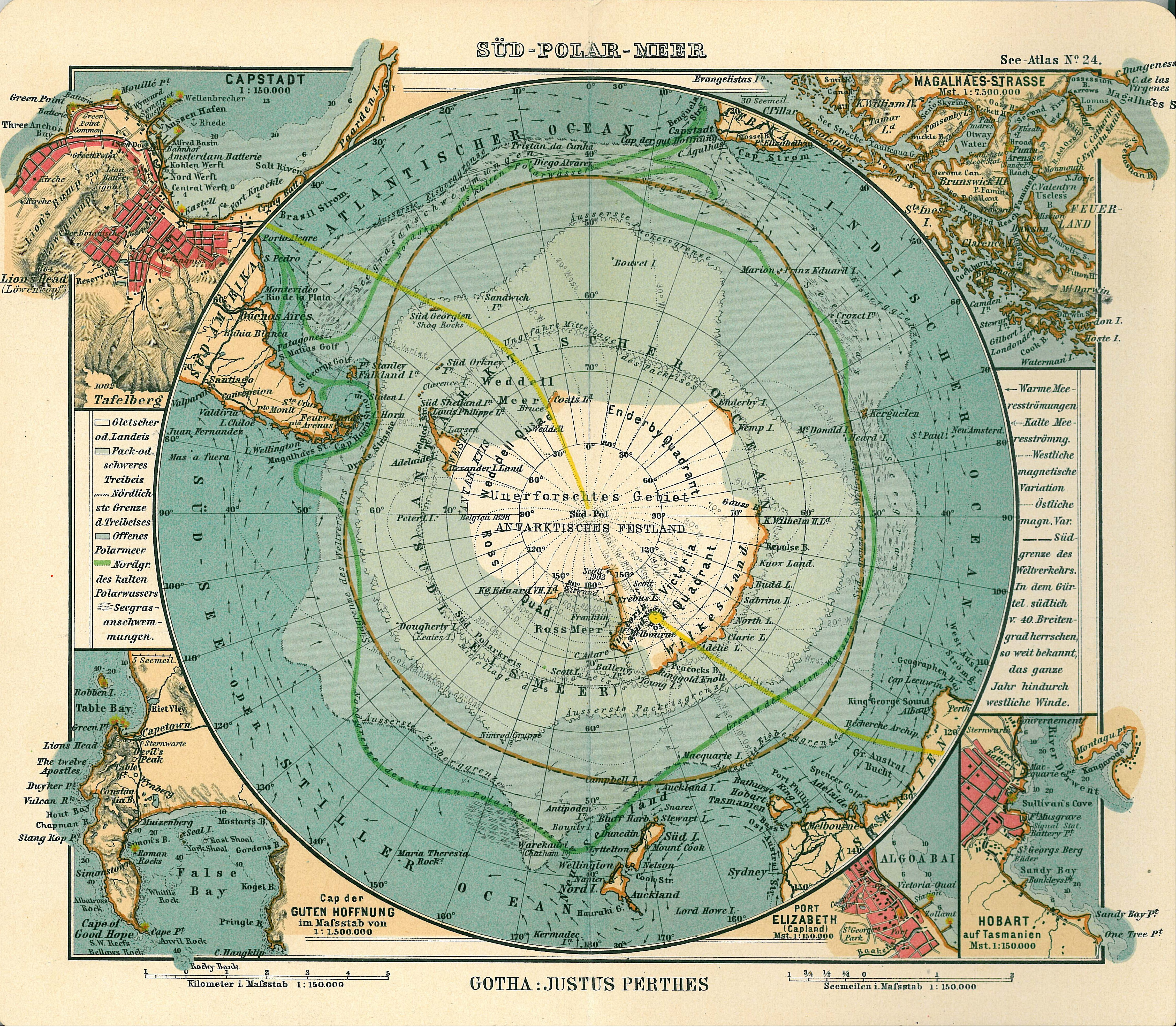
Mapa Antarktyki z niemieckiego atlasu z 1906 roku, z zaznaczoną Dougherty Island

Dougherty Island – nieistniejąca w rzeczywistości wyspa w południowej części Oceanu Spokojnego, odkryta rzekomo w 1841 roku i do początku XX wieku zaznaczana na mapach.
Wyspę miał po raz pierwszy zauważyć w dniu 29 maja 1841 roku kapitan Dougherty, dowodzący angielskim statkiem wielorybniczym James Sewart. Opisał ją jako długą na pięć do sześciu mil, z wysokim urwiskiem na północno-wschodnim krańcu, w dolnych partiach pokrytą śniegiem. Z powodu złych warunków atmosferycznych nie potrafił podać jej pozycji. W 1860 roku kapitan Keats ze statku Louise miał zaobserwować podobny ląd, określając jego współrzędne na 59°21′S 119°07′W/-59,350000 -119,116667. Wysokość wyspy określił na 80 ft (24,4 m), a przy jej północno-zachodnim brzegu dostrzegł uwięzioną na mieliźnie górę lodową. Także kapitan Stannard ze statku Thurso miał na tej samej pozycji w 1891 roku oglądać tak samo wyglądającą wyspę. 
Relacja Stannarda była zarazem ostatnią wzmianką na temat Dougherty Island. Rzekoma wyspa trafiła na mapy, jednak później nikomu nie udało się jej odnaleźć. Między 1894 a 1910 rokiem brytyjski parowiec Ruapehu pięciokrotnie bezskutecznie prowadził jej poszukiwania, podobnie jak Robert Falcon Scott w 1904 roku. Istnienia wyspy nie potwierdziła także ekspedycja dowodzonego przez Johna Kinga Davisa statku Nimrod z 1909 roku. W niedługim czasie Dougherty Island zniknęła z map. Przypuszczalnie, o ile obserwatorzy rzekomej wyspy nie ulegli mirażowi, mogli spostrzec po prostu wyjątkowo dużą górę lodową.